# Ligue de la Jeune République
La Ligue de la Jeune République était un parti politique français créé en 1912 par Marc Sangnier, dans le prolongement du Sillon après que ce dernier fut désavoué par le pape Pie X.
La Jeune République représentait un courant catholique social opposé, avant guerre, à celui du Parti démocrate populaire orienté au centre-droit. Elle s'est ralliée au socialisme « personnaliste » prôné par Emmanuel Mounier. La Jeune République ne dépassa jamais 2 à 3 % des voix lors des élections législatives. En 1936, elle soutint le Front populaire, et après un court regain à la Libération de la France, déclina jusqu'aux années 1980, après avoir refusé de fusionner avec le Parti socialiste.

## Le Sillon
Dans la brèche ouverte par la politique de ralliement de l’Église à la République naît, en 1894, le journal Le Sillon, un journal créé par Paul Renaudin, puis dirigée par Marc Sangnier. D'abord journal philosophique, Le Sillon devient à partir de 1899 un mouvement visant à réconcilier les ouvriers et le christianisme. Le succès est inespéré. Le Sillon compte 500 000 membres. En 1906, on compte 46 % d’ouvriers, 27 % d’employés, 12 % de professions libérales, 9 % d’ecclésiastiques et 3 % de patrons. En 1909, Marc Sangnier crée un quotidien, La Démocratie, qui paraîtra jusqu'en 1914, puis de 1919 à 1921 et en 1924. L'année suivante celui-ci devient mensuel jusqu'en 1933. Le 25 août 1910, Marc Sangnier est sommé par le pape Pie X de placer le Sillon dans la soumission à l'épiscopat. En fait, depuis 1906 Le Sillon n'est plus en odeur de sainteté, acceptant l'adhésion des protestants et des juifs, dialoguant avec les non-croyants, approuvant la séparation des Églises et de l’État.

## La Ligue de la Jeune République

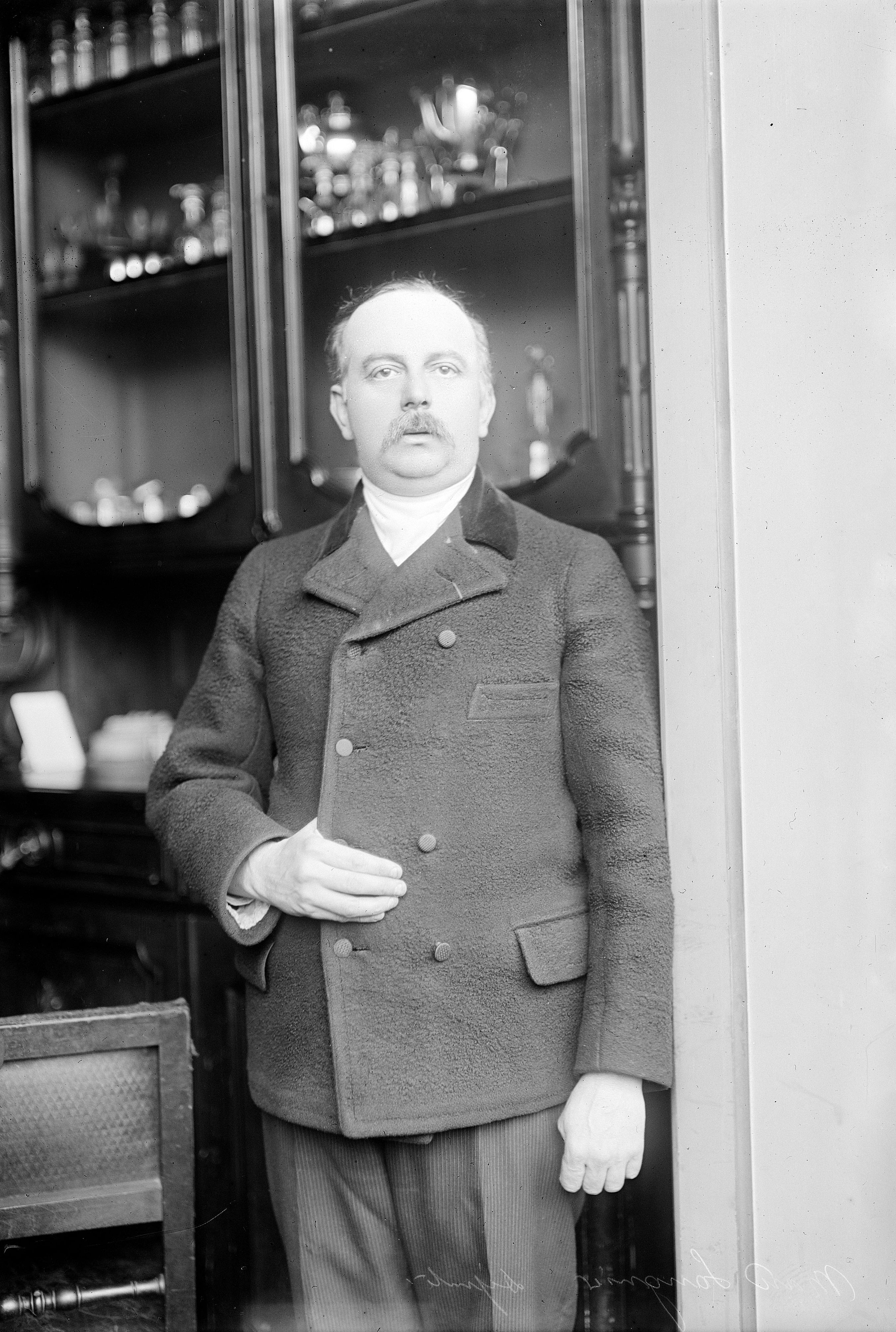
Marc Sangnier en 1919.

Refusant la démarche cléricale qui lui serait imposée, le 1er juillet 1912, Marc Sangnier se déplace sur le plan proprement politique et crée la Ligue de la Jeune République (JR). Dans le cercle dirigeant du Conseil national figurent Henry du Roure, Léonard Constant et Georges Hoog, mais aussi une femme, ce qui était rarissime à cette époque : Germaine Malaterre-Sellier, féministe émérite, croix de guerre avec palmes en 1915, qui lutte sans relâche pour le vote des femmes. La Ligue se lance dans des combats alors d'avant-garde contre les taudis, le travail de nuit des femmes, l'alcoolisme, pour la journée de huit heures, le repos hebdomadaire, le droit à la retraite, et un code du travail, baptisé Charte du salariat. La JR est favorable à la représentation proportionnelle et à la suppression du Sénat qui serait remplacé par une Chambre des intérêts économiques et sociaux. La JR combat toute forme de racisme, y compris l'antisémitisme pourtant prégnant dans les milieux catholiques, et soutient les mouvements de revendication dans les colonies.

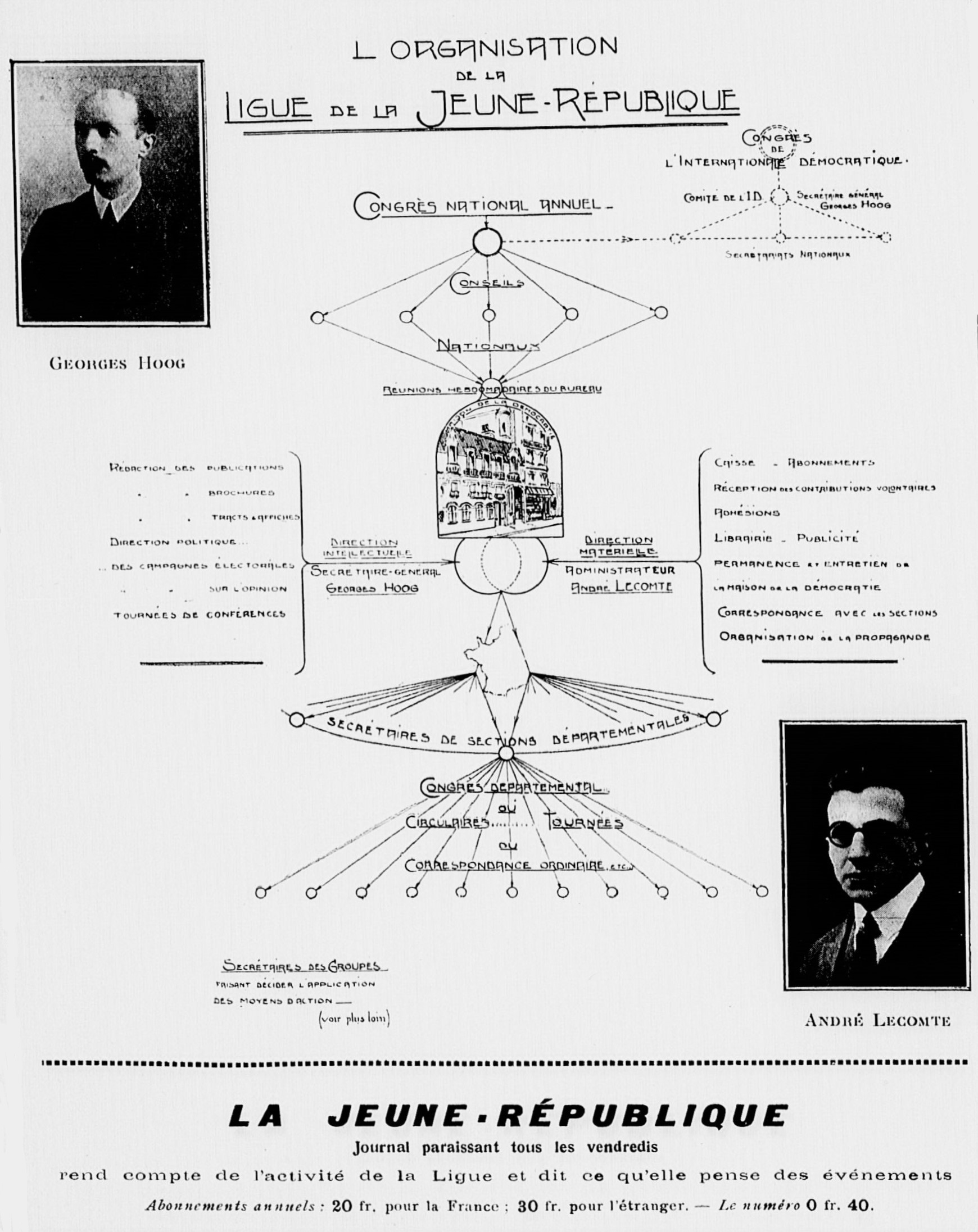
L'organisation de la Ligue de la jeune République en 1929.

En 1914, la JR se dote d'une revue qui aura une longue vie, d'abord hebdomadaire puis mensuelle. Sa parution sera seulement interrompue durant les deux guerres. En 1919, le mouvement compte 15 000 membres. Il participe au Bloc national lors des élections de novembre 1919 et obtient cinq élus : Marc Sangnier, Édouard Soulier, Marcel Leger, Joseph Pouzin et Joseph Defos du Rau. Déçue par le conservatisme et le chauvinisme du Bloc, la JR tente de regrouper les militants catholiques sociaux, notamment bretons, et promeut la création de la Ligue nationale de la démocratie (LND). Marc Sangnier en est le président. En juin 1922, lors du Congrès de la LND, Marc Sangnier et la majorité des militants de la JR se retirent, laissant cependant les autres députés du mouvement y demeurer. En octobre 1922, la rupture est consommée et la JR reprend officiellement son indépendance. En 1924, Francisque Gay qui sera plusieurs fois ministre MRP en 1945-1946, quitte la JR pour se consacrer au journalisme et créer La Vie catholique. En 1932, il fonde le quotidien L'Aube. À cette date, le parti compte 5 000 membres.
La JR organise des Congrès internationaux de la Paix avec des personnalités diverses, tel Ferdinand Buisson, président franc-maçon de la Ligue des droits de l'homme, l'abbé allemand Franz Stock et le jeune Pierre Mendès-France. Celui de 1926 réunira plus de 5 000 personnes à Bierville. En avril 1928, le mouvement obtient un élu aux élections législatives, Louis Rolland. En 1929, Marc Sangnier fonde la Ligue française pour les auberges de jeunesse. En mai 1932, la Ligue compte deux élus aux élections législatives, Louis Rolland et Guy Menant (IG), deux députés le rejoignant à la faveur de partielles, Philippe Serre en 1933 et Albert Blanchoin en 1935. En 1932, Georges Hoog devient secrétaire général de la JR, en remplacement de Marc Sangnier, qui se consacre désormais aux mouvements pacifistes et à son hebdomadaire L’Éveil des Peuples, consacré à la politique internationale et qui paraît jusqu'en 1939. En 1935, invité par Philippe Serre, séduit par ses analyses militaires, le colonel de Gaulle, sans être membre, assiste à des réunions de la JR, et s'abonnera à la grande revue catholique de gauche Temps Présent dès sa création en 1937.

## Le Parti de la Jeune République
Le 11 janvier 1936, la Ligue de la Jeune République se transforme en parti politique (Parti de la Jeune République). En mai 1936, quatre députés sont élus : Paul Boulet à Montpellier, Jean Leroy à Mirecourt, Philippe Serre à Briey et Albert Blanchoin en Maine-et-Loire. Le nouveau parti, qui compte 15 000 membres, participe au Front populaire. De juin 1937 à janvier 1938, Philippe Serre est nommé sous-secrétaire d'État au Travail dans le troisième gouvernement Chautemps. Il devient sous-secrétaire d'État à la présidence du Conseil, chargé des services de l'immigration, dans le gouvernement Chautemps remanié de janvier à mars 1938. Puis en mars et avril 1938, il reprend son portefeuille de sous-secrétaire d'État au travail dans le deuxième gouvernement Blum. Deux élus adhèrent au parti en cours de législature : Maurice Montel et Maurice Delom-Sorbé. De janvier à mars 1938, ce dernier est promu sous-secrétaire d'État à la Marine militaire dans le quatrième cabinet Chautemps. Fin 1938, les accords de Munich divisent le parti. Philippe Serre est très antimunichois. En revanche, les députés de la Jeune République votèrent pour, persuadés de préserver la paix.
Le 10 juillet 1940, les quatre députés JR présents votent contre les pleins pouvoirs à Pétain. Le parti est le seul à avoir voté unanimement contre. L'imprimerie de La Démocratie, le journal de Marc Sangnier, se met clandestinement à la disposition de la Résistance et publie Défense de la France et Témoignage chrétien. Maurice Schumann, membre depuis 1935, est la principale voix à la radio londonienne de la France libre. Dès le 20 septembre 1940, Alcide Morel fonde le Réseau Valmy avec Marcel Renet (Destrée) et Raymond Burgard, tous militants de la JR. Dès 1941, Emilien Amaury, anime le Groupe de la rue de Lille, abrité dans les locaux de l'Office de publicité générale, luttant contre la propagande et l'occupant. Le groupe, lui aussi, met ses imprimeries au service des mouvements de résistance. Le mouvement Résistance est fondé à l'été 1942 par Marcel Renet (Destrée) et Maurice Lacroix.
Quant à Eugène Claudius-Petit et Antoine Avinin, ils représentent le mouvement Francs-Tireurs au Conseil national de la Résistance. Les héritiers spirituels de Marc Sangnier représenteront un bon quart des membres du CNR.
À la Libération en 1944, Maurice Lacroix, helléniste distingué, devient président du parti. En 1945, Le député savoyard Lucien Rose, grand résistant, et futur maire adjoint socialiste de Rennes, devient secrétaire général jusqu'en 1949. En novembre 1944, plusieurs membres adhèrent au nouveau Mouvement républicain populaire (MRP), plus « centriste », dont Marc Sangnier et Maurice Schumann. En juin 1945, la JR participe à la fondation de l'Union démocratique et socialiste de la Résistance qui rassemble la sensibilité centre-gauche (y compris catholique) des Résistants (notamment François Mitterrand). En octobre 1945, aux élections de la première Assemblée nationale constituante la JR a cinq élus sous drapeau UDSR : Maurice Lacroix, Lucien Rose, Antoine Avinin, Maurice Delom-Sorbé et Eugène Claudius-Petit. En mai 1946, s'ajoute le député Pierre Bourdan, tout nouvel adhérent. Cependant, en juillet 1946, plusieurs membres (Antoine Avinin, Maurice Delom-Sorbé, Eugène Claudius-Petit, Lucien Rose) restent à l'UDSR quand celle-ci devient un parti à part entière et refuse la double appartenance. En juin 1946, seul Pierre Bourdan est élu aux élections de la seconde Assemblée nationale constituante. En novembre 1946, il est réélu aux élections législatives et sera, sous étiquette UDSR, de janvier à octobre 1947, ministre de la Jeunesse, des Arts et des Lettres dans le premier gouvernement Paul Ramadier et participera à la création du festival d'Avignon.
En avril 1948, la JR est simple observatrice au Comité d'entente des mouvements progressistes (CEMP) qui regroupe des progressistes et socialistes dissidents, et qui fait long feu. En novembre 1948, essorée par les départs vers le MRP et l'UDSR, la JR ne compte plus que 730 membres. En 1950, la JR accueille d'anciens MRP déçus, dont Léo Hamon, Charles d'Aragon et le député Henri Grouès, mieux connu sous le nom d'Abbé Pierre. La même année Jean Bauché devient secrétaire général. En mai 1953, toujours à la recherche de partenaires, la JR participe à la création du Centre d'action des gauches indépendantes (CAGI), dont son militant Jacques Nantet est secrétaire général. C'est cette année que Jacques Delors, cadre de la Banque de France, syndicaliste CFTC puis co-créateur de la CFDT, adhère à la JR, après un bref passage au MRP. En 1955, le député Léo Hamon rejoint le parti avec Claude-Roland Souchet, Georges Montaron, directeur de Témoignage chrétien, et le jeune Anicet Le Pors, futur ministre communiste en 1981. Cette même année, le mouvement est remonté à 2 000 adhérents et son journal tire entre 7 000  et   10 000 exemplaires, dont 3 000 servis en abonnements. En 1955, échoue une tentative de regroupement aux côtés de l'UDSR, l'Union démocratique du travail, avec des gaullistes de gauche et divers progressistes sans parti.
En 1956, la JR participe au Front républicain et sera un des principaux promoteurs du « mendèsisme ». En 1957, Bertrand Schneider est élu au secrétariat général en remplacement du fraîchement élu à ce poste l'avocat François Sarda qui rallie le gaullisme de gauche. En 1957, guidée par le secrétaire général Maurice Lacroix, la majorité de la Jeune République (dont Jacques Delors) fusionne avec le Mouvement de libération du peuple (MLP) et le Mouvement Uni de la Nouvelle Gauche, formant ainsi l'Union de la gauche socialiste (UGS),. L'UGS sera plus tard une des composantes du Parti socialiste unifié.
En 1960, Claude-Roland Souchet devient secrétaire général. Né Hirschfeld en 1925, baptisé en 1953, il adhère au MRP en 1953 puis à la JR en 1955. En juin 1966, se tient le 51e Congrès qui vote le nouveau préambule aux statuts qui désormais donne toute son importance au « socialisme personnaliste ». En 1972, la JR souscrit au Programme commun de la gauche. En 1975, est publié le manifeste de Bierville dont l'objectif est de rassembler les grandes idées qui sous-tendent l'action du parti. Les signataires sont Gérard Brissé, Monique Burat, Jean Chappet, Thérèse Cleuset, Cécile Dieudonné, René Fiévet, Daniel Jeanpierre, Marcelle Leconte-Souchet, Paul Maureille, Marguerite Merklen, Alcide More, Louis Perrin, Marie-Thérèse Postel, Jean Pralong, Claude-Roland Souchet, Roger Thévin, Roger Vinel.
En 1981, François Mitterrand rencontre les dirigeants de la JR en vue de l'entrée de celle-ci au sein du Parti socialiste sous forme de courant, ce qui est refusé. Cette période connaît de nombreux départs d'adhérents vers le P.S. Autour de Claude-Roland Souchet et Gérard Brissé, un petit groupe maintient tout de même l'activité du parti jusqu'en 1985.
En 1985, l'hebdomadaire La Jeune-République, fondé en 1920, devient trimestriel, puis cesse de paraître en 1989. La JR cesse toute activité, sans se dissoudre formellement.

## Résultats électoraux

### Élections législatives
| Année     | 1er tour | 1er tour | Sièges  | Rang | Gouvernement    |
| Année     | Voix     | %        | Sièges  | Rang | Gouvernement    |
| --------- | -------- | -------- | ------- | ---- | --------------- |
| 1919      |          |          | 4 / 613 |      | Bloc national   |
| 1924      |          |          | 1 / 581 |      |                 |
| 1928      |          |          | 1 / 604 |      |                 |
| 1932      |          |          | 2 / 607 |      |                 |
| 1936      |          |          | 4 / 610 |      | Front populaire |
| 1945      |          |          | 5 / 586 |      | Dans l'UDSR     |
| Juin 1946 |          |          | 1 / 586 |      | Dans l'UDSR     |